# Huncherange
Huncherange (en luxemburgués: Hënchereng en alemany: Huncheringen) és una vila de la comuna de Bettembourg del districte de Luxemburg al cantó d'Esch-sur-Alzette. Està a uns 11,5 km de distància de la Ciutat de Luxemburg.